# Hörans (Gemeinde Kottes-Purk)
Hörans ist eine Ortschaft und eine Katastralgemeinde der Gemeinde Kottes-Purk im Bezirk Zwettl in Niederösterreich.
Der Weiler liegt nördlich von Purk an der Landesstraße L7167. 

## Geschichte
Der Ort wird spätestens 1302 zum ersten Mal schriftlich erwähnt.
Im Eintrag der Josephinischen Fassion aus Jahre 1786/87 gab es im heutigen Ort 5 Häuser.
Im Jahr 1822 wurde der Ort als Dorf mit fünf Häusern genannt, das nach Purk eingepfarrt war, wohin auch die Kinder eingeschult wurden. Die Herrschaft Niederranna am Prandhof besaß die Ortsobrigkeit, übte die Landgerichtsbarkeit aus, besorgte die Konskription und hatte die Grundherrschaft inne.
Nach der Entstehung der Ortsgemeinden 1849 wurde der Ort eine Katastralgemeinde der Ortsgemeinde Purk.
Laut Adressbuch von Österreich waren im Jahr 1938 im Dorf Hörans einige Landwirte mit Direktvertrieb ansässig.
Im Zuge der Niederösterreichischen Kommunalstrukturverbesserung wurde der Ort durch die Auflösung der Gemeinde Purk am 1. Januar 1967 ein Teil der Gemeinde Kottes-Purk.

## Siedlungsentwicklung
Zum Jahreswechsel 1979/1980 befanden sich in der Katastralgemeinde Hörans insgesamt 7 Bauflächen mit 4.074 m² und 3 Gärten auf 4.564 m², 1989/1990 gab es 10 Bauflächen. 1999/2000 war die Zahl der Bauflächen auf 16 angewachsen und 2009/2010 bestanden 9 Gebäude auf 18 Bauflächen.

## Bodennutzung
Die Katastralgemeinde ist landwirtschaftlich geprägt. 70 Hektar wurden zum Jahreswechsel 1979/1980 landwirtschaftlich genutzt und 48 Hektar waren forstwirtschaftlich geführte Waldflächen. 1999/2000 wurde auf 65 Hektar Landwirtschaft betrieben und 52 Hektar waren als forstwirtschaftlich genutzte Flächen ausgewiesen. Ende 2018 waren 61 Hektar als landwirtschaftliche Flächen genutzt und Forstwirtschaft wurde auf 55 Hektar betrieben. Die durchschnittliche Bodenklimazahl von Hörans beträgt 28,4 (Stand 2010).